# 에기라역
에기라역(일본어: 江吉良駅)은 일본 기후현 하시마시에 위치한 나고야 철도 다케하나선 · 하시마선의 철도역이다. 역 번호는 TH 08이며, 단선 승강장 1면 1선의 구조를 갖춘 지상역이다.

## 타는 곳
| ■ 하시마 선   | 하행 | 신하시마 방면                           |
| ■ 다케하나 선 | 상행 | 다케하나 · 가사마쓰 · 메이테쓰기후 방면 |

## 이용 현황
- 2013년 : 1,299명

## 역 주변
- 에기라 커뮤니티 센터

## 인접 역
| 나고야 철도 다케하나선                 | 나고야 철도 다케하나선 | 나고야 철도 다케하나선       |
| -------------------------------------- | ---------------------- | ---------------------------- |
| TH 07 하시마시야쿠쇼마에 가사마쓰 방면 | ■ 다케하나선           | 시·종착역                    |
| 나고야 철도 하시마선                   |                        |                              |
| 시·종착역                              | ■ 하시마선             | 신하시마 TH 09 신하시마 방면 |